# Tatort: Alter Ego
Alter Ego ist ein Fernsehfilm aus der Fernseh-Kriminalreihe Tatort der ARD, des ORF und des SF. Er wurde vom WDR produziert und am 23. September 2012 erstmals nahezu zeitgleich von den Sendern Das Erste und Einsfestival gesendet. Er ist die 844. Folge der Tatort-Reihe und der erste Fall mit Jörg Hartmann als Hauptkommissar Peter Faber in Dortmund, Anna Schudt als Hauptkommissarin Martina Bönisch und den von Aylin Tezel und Stefan Konarske gespielten Kriminaloberkommissaren Nora Dalay und Daniel Kossik.

## Handlung
KOK’in Nora Dalay lässt sich auf ihren Kollegen Daniel Kossik ein, der als Frauenheld gilt, und ist sich im Gegensatz zu Kossik am nächsten Tag gar nicht mehr so sicher, ob das richtig war. So besteht sie darauf, dass das private Verhältnis der beiden geheim bleibt, was nicht so ganz im Sinne des jungen Kommissars ist.
Peter Faber, der aus Lübeck zurück in seine Heimatstadt Dortmund gekommen ist, hat den Chefposten angenommen, nachdem Martina Bönisch ihn abgelehnt hatte. Sein unberechenbares Verhalten scheint vor allem mit einem schlimmen Ereignis in seiner Vergangenheit zusammenzuhängen. Er lässt durchblicken, dass er eine Frau und eine Tochter gehabt hat. Bönisch, die zwei Kinder und einen arbeitslosen Mann hat, wollte sich die Verantwortung der Leitung der Mordkommission nicht auch noch aufhalsen. Zur Entspannung und um abzuschalten trifft sie sich hin und wieder mit einem Callboy.
Dem Team der Mordkommission bleibt keine Zeit, seinen neuen Chef im Polizeipräsidium richtig zu begrüßen.
Die Leiche des homosexuellen Studenten Kai Schiplock wurde nackt, lediglich mit einem Tuch verhüllt, in seiner Wohnung aufgefunden. Erste Spuren weisen auf ein Eifersuchtsdrama hin, da das Mordopfer für seinen lockeren Lebensstil bekannt war. Als erster Hauptverdächtiger fällt Schiplocks Ex-Freund Lars Bremer ins Blickfeld des Kommissars, da Bremer zuletzt unter Schiplocks Verhalten zu leiden hatte.
Vor allem Oberkommissar Kossik kommt mit Fabers Ermittlungsmethoden nicht zurecht. Der neue Vorgesetzte gibt sich verschlossen, nimmt Antidepressiva und hat die merkwürdige Gewohnheit, sich zu Ermittlungszwecken in die Psyche des Täters hineinzuversetzen, um so Schlüsse über Täter und Tathergang zu gewinnen. Lediglich Hauptkommissarin Bönisch scheint sich langsam an seine Methoden gewöhnen zu können. Zusätzlich belastet Kossik die Affäre mit seiner Kollegin Nora Dalay, die keine feste Beziehung mit ihm eingehen möchte.
Die Spur führt Faber in ein Dortmunder High-Tech-Unternehmen, das Roboter herstellt. Das Mordopfer hatte hier zuletzt als Praktikant gearbeitet. Da es dort Streit gegeben hatte, hinterließ Kai Schiplock beim Firmenchef Dr. Hendrik Strehlsen und vor allem bei dessen Mitarbeiter Sebastian Lesniak einen bleibenden Eindruck. Der Streit war ausgebrochen, da Lesniak einer Glaubensgemeinschaft mit extrem homophoben Tendenzen angehört.
Plötzlich wird auf einer renaturierten Halde am Dortmunder Stadtrand eine weitere Leiche entdeckt; der Ermordete ist Lars Bremer. Auch er ist nackt und in ein Tuch gehüllt. Die weiteren Ermittlungen führen Faber in die luxuriöse Villa, in der Dr. Strehlsen mit seiner Frau bei seinem Vater, dem Stahl-Industriellen August Strehlsen, wohnt. Dabei wird Faber sowohl auf Dr. Strehlsens Homosexualität, als auch auf die schwulenfeindliche Haltung seines Vaters aufmerksam. Dr. Hendrik Strehlsen scheint ein heimliches Verhältnis mit Kai Schiplock gehabt zu haben, wobei er selbst versuchte, gegen seine Homosexualität anzukämpfen. Durch eine Videoaufnahme, die Strehlsen in einem Parkhaus nahe Schiplocks Wohnung zeigt, gerät dieser zunehmend in Bedrängnis.
Nachdem der Tatort des Mordes an Lars Bremer in einem leerstehenden Haus ausgemacht wurde, gilt zunächst der Immobilienmakler Martin Höller als Hauptverdächtiger, da er Zugang zu dem Haus hatte und die beiden Toten kannte. Doch dann wird Faber auf dem Parkplatz vor seinem Wohnhaus niedergeschlagen und entführt. Er findet sich gefesselt im Wohnzimmer eines leerstehenden Einfamilienhauses wieder. Dr. Strehlsen verschüttet überall Benzin und ist somit im Begriff, sich selbst und Faber umzubringen. Er gibt zu, Schiplock, der ihn betrogen habe, und Bremer, der ihn verraten wollte, umgebracht zu haben. Währenddessen findet Bönisch heraus, dass sich der Kommissar wohl im ehemaligen Haus der Familie Strehlsen nahe dem Phoenix-See in Hörde befindet. Als das Gebäude umstellt wird, gelingt es Kossik, heimlich in das Haus einzudringen. Faber wendet indes einen Trick an, so dass Dr. Strehlsen zunächst die Kontrolle über sein Feuerzeug verliert. Dadurch gelingt es den beiden Kommissaren gerade noch rechtzeitig, sich mit einem beherzten Sprung aus dem Fenster zu retten, bevor Strehlsen das Haus doch noch zum Explodieren bringt.

## Entstehung und Veröffentlichung
Der Film wurde an verschiedenen Orten, überwiegend auf Dortmunder Stadtgebiet, gedreht. Das Dach, auf dem Faber am Anfang und Ende des Filmes steht, ist das Schuldach des Käthe-Kollwitz-Gymnasiums an der Erzbergerstraße in der östlichen Innenstadt Dortmunds. Die Szenen am Polizeipräsidium entstanden am echten Hauptgebäude des Dortmunder Polizeipräsidiums an der Markgrafenstraße in Ruhrallee. Thomas Bremers (Lars Bremers Vater) Wohnhaus befindet sich in der Weingartenstraße in Hörde, direkt angrenzend an das Neubaugebiet des Phoenix-Sees. Auf der Suche nach Lars Bremer gehen Dalay und Kossik über das Gelände der Zeche Zollern in Bövinghausen im Dortmunder Westen. Lars Bremer wird später tot auf der Halde Deusenberg in Deusen gefunden. Die Szenen im Unternehmen Robotix, dessen Chef Dr. Strehlsen ist, wurden im Colani-Ei im Lüner Stadtteil Brambauer gedreht. Weitere Szenen entstanden im Dortmunder U, auf dem Vorplatz des Dortmunder Hauptbahnhofs und in Köln.
Another World, der Soundtrack zum Film, stammt von Antony and the Johnsons.
Die Erstausstrahlung des Films Alter Ego wurde auf dem Fernsehsender Das Erste von insgesamt 8,73 Mio. Zuschauern gesehen und erreichte einen Marktanteil von 24,8 %. In der werberelevanten Zielgruppe erreichte er 3,10 Mio. Zuschauer sowie einen Marktanteil von 21,7 %. In beiden Zielgruppen war er am 23. September 2012 die meistgesehene Sendung im deutschen Fernsehen.

## Kritik
TV Spielfilm zeigte mit dem Daumen nach oben, gab für Anspruch, Humor und Action jeweils einen von drei möglichen Punkten, für Spannung zwei und urteilte: „‚Nach der Frauenquote kommt noch eine für die Durchgedrehten…‘ Die gilt wohl schon beim ‚Tatort‘, indem der Neuzugang die Latte noch einmal deutlich höher legt. Jörg Hartmann, für seine Rolle als Stasioffizier in der ARD-Serie ‚Weissensee‘ mit dem Deutschen Fernsehpreis geadelt, gibt alles. Buch und Regie treiben die Ermittlungen – entlang einigen Klischees und Bemühtheiten – zügig voran.“ Den Chef der Ermittler findet man ‚gewöhnungsbedürftig‘. Das Fazit lautete dann auch: „Dieser Fall spaltet die Fangemeinde.“
Rainer Tittelbach von tittelbach.tv fand den Anfang mit dem „gut besetzte[n] Team um Jörg Hartmann“, das „gute Ansätze zur Familien-Aufstellung“ biete, „viel versprechend“ und schrieb: „Der WDR schickt ein drittes ‚Tatort‘-Team ins Rennen. Weil der Ruhrpott noch nicht tot gefilmt ist und der BVB in aller Munde – deshalb wohl Dortmund als Schauplatz. Ein Quartett als doppeltes Duett: Erfahrung trifft auf Jugend, Desillusionierung auf Frische, Depression auf Ehrgeiz. Höhepunkte: nachgespielte Opfer-Täter-Situationen.“ Tittelbachs Fazit lautete dann auch: „Gelungener Einstand, ein Team, von dem einiges zu erwarten ist, ein sich unmerklich zuspitzender Fall, nicht ganz klischeefrei, homogener Look, temporeich.“
Holger Gertz von der Süddeutschen sprach von einem „bemerkenswerten Tatort“ und war der Ansicht, dass der Zuschauer „Nähe in allen Aggregatzuständen“ beim ersten Dortmund-Tatort „serviert“ bekomme. Weiter hieß es: „Wann killt die Lust? Wann heilt sie? Vier Kommissare ermitteln, einer benimmt sich wie eine Kotztüte. Sexuelle Spannungen gibt es zwischen ihnen trotzdem – und einen Mord im Schwulenmilieu.“ Zum Soundtrack des Films Another world von Antony and the Johnsons meinte er: „Nur ein Mensch, der kein Herz hat, muss nicht weinen, wenn er das Lied hört, das eher ein Gebet ist.“ Zur Rolle des Chefermittlers Peter Faber durch Jörg Hartmann, befand Gertz: „grandios gespielt.“
Jakob Biazza von Focus war der Ansicht, dass die erste Folge „Alter Ego“ die „Hoffnung nähr[e], der neue Dortmund-‚Tatort‘ könne große Krimi[kost] werden“. Er müsse „dafür aber das Gefälle zwischen dem fanatischen Jörg Hartmann und dem Rest noch abtragen“. Biazza schrieb: „Das Gefälle zwischen dem jungen Schauspielgespann (Tezel/Konarske) und den Routiniers (Hartmann/Schudt) ist noch steil. Aber es verflacht sich im Laufe von ‚Alter Ego‘ etwas. Die Hoffnung besteht, dass dieser Trend weitergeht. Auch, weil Werner ihnen bessere Zeilen gönnt. ‚Alles verändert sich – das ist so und das bleibt so!‘ Es ist Paradox – und eine Chance.“